# Fenyőilonca
A fenyőilonca (Rhyacionia buoliana) a valódi lepkék (Glossata) alrendjébe tartozó sodrómolyfélék (Tortricidae) családjának Magyarországon is honos faja.

## Elterjedése, élőhelye
Eredetileg európai faj, de már Észak- és Dél-Amerikába is behurcolták. Magyarországon a fenyőfák közelében mindenütt megtalálható.

## Megjelenése
Téglavörös szárnyát ezüstösen csillogó fehér minták díszítik. Hátsó szárnya egyszínű vörösesszürke. A szárny fesztávolsága 17–24 mm. A fiatal hernyó sötétbarna, később némileg világosabb lesz. A feje fekete; feketés nyakpajzsát finom barázda osztja ketté. Torlábai sötétek.

## Életmódja
Egy évben egy nemzedéke kel ki úgy, hogy a hernyók telelnek át a fenyőrügyekben. Tavasszal a hernyók a rügykoszorúban szövedék alatt rágják a rügyeket, majd beeszik magukat a hajtásokba. A kirágott vezérhajtás letörik vagy „postakürt” alakra torzul. A hernyók június közepén–végén piszkos sárga-barna bábbá alakulnak a hajtásban. A lepkék a június végén–júliusban rajzanak, amikor az erdei fenyő májusi hajtása már megfásodott.
Petéit a fiatal fenyők tűhüvelyeire rakja a rügykoszorú körül. Még az ősszel kikelnek a hernyók, és megrágják a rügyeket, amikből ennek következtében némi gyanta tör elő.
A károsított, eltorzult alakú fenyőfák eladhatatlanok.

## Külső hivatkozások
- Mészáros Zoltán – Szabóky Csaba: A magyarországi molylepkék gyakorlati albuma. Budapest: Agroinform. 2005.  arch Hozzáférés: 2018. április 6. (PDF)
- Brehm: Az állatok világa